# Arrondissement Orange
Orange is een voormalig arrondissement in het departement Vaucluse in de Franse regio Provence-Alpes-Côte d'Azur. Het arrondissement werd op 17 februari 1800 gevormd en op 10 september 1926 opgeheven. De zeven kantons werden bij de opheffing verdeeld over de arrondissementen Carpentras en Avignon.

## Kantons
Het arrondissement was samengesteld uit de volgende kantons:
- kanton Beaumes-de-Venise - toegevoegd aan het arrondissement Carpentras
- kanton Bollène - toegevoegd aan het arrondissement Avignon
- kanton Malaucène - toegevoegd aan het arrondissement Carpentras
- kanton Orange-Est - toegevoegd aan het arrondissement Avignon
- kanton Orange-Ouest - toegevoegd aan het arrondissement Avignon
- kanton Vaison-la-Romaine - toegevoegd aan het arrondissement Carpentras
- kanton Valréas - toegevoegd aan het arrondissement Avignon